# ГЕС Патрінд
ГЕС Патрінд — гідроелектростанція на північному сході Пакистану. Використовує ресурс із річки Кунхар, правої притоки Джелам, яка, своєю чергою, є правою притокою Чинабу (впадає праворуч до річки Сатледж, лівої притоки Інду).
У межах проєкту Кунхар перекрили бетонною гравітаційною греблею висотою 44 метри та довжиною 168 метрів, яка утримує витягнуте на 5 км водосховище з об'ємом 6,1 млн м3 та припустимим коливанням рівня поверхні в операційному режимі між позначками 760 та 765 метрів НРМ.
Зі сховища вода потрапляє у прокладений під лівобережним масивом дериваційний тунель довжиною 2,2 км з діаметром 7 метрів. Останній переходить у напірну шахту діаметром 8,5 метра, за якою розташована ділянка напірного водоводу завдовжки 0,1 км з діаметром 5,5 метра, котрий розгалужується на два з діаметрами по 3,2 метра. У підсумку ресурс надходить до машинного залу, розташованого вже на правому березі Джелума. В системі також працює вирівнювальний резервуар висотою 39 метрів з діаметром 12 метрів.
Основне обладнання станції становлять три турбіни типу Френсіс потужністю по 50 МВт, які використовують напір у 113 метрів та забезпечують виробництво 632 млн кВт·год електроенергії на рік.
Видача продукції відбувається по ЛЕП, розрахованій на роботу під напругою 132 кВ.